# Liste der Lieder von Gregorian
Diese Liste der Lieder der deutschen Gregorianik-Pop-Band Gregorian listet alle Lieder ihrer bisher (10/2013) aufgenommenen Alben, Singles, EPs, DVD, Videos, Livemitschnitte, Boxsets, Bundles, Compilations & Best-of, Bootlegs und Sampler. Des Weiteren befinden sich alle Non Album Tracks und Cover in dieser Liste.

## 0
| Titel    | Autoren                                            | Album   | Jahr | Besonderheit |
| -------- | -------------------------------------------------- | ------- | ---- | ------------ |
| 20 Years | René Laack, Antonio Pintos Dopazo, Josiah Smithson | 20/2020 | 2019 |              |

## A
| Titel                                                       | Autoren                                                      | Album                                   | Jahr | Besonderheit                          |
| ----------------------------------------------------------- | ------------------------------------------------------------ | --------------------------------------- | ---- | ------------------------------------- |
| A Face in the Crowd                                         | Jeff Lynne (Tom Petty 1989)                                  | Masters Of Chant Chapter VII            | 2009 |                                       |
| A Spaceman Came Travelling                                  | Chris de Burgh 1976                                          | Christmas Chants                        | 2006 |                                       |
| A Weakeneed Soul                                            | Modest Petrowitsch Mussorgski 1874                           | Masters Of Chant Chapter V              | 2006 |                                       |
| A Whiter Shade of Pale                                      | Gary Brooker, Keith Reid, Matthew Fisher (Procol Harum 1967) | Masters Of Chant Chapter VII            | 2009 |                                       |
| Ad Matutinum                                                |                                                              | Gregorian Chill Formula                 | 2007 |                                       |
| Adoramus te Christe                                         |                                                              | Pure Chants                             | 2021 |                                       |
| Against All Odds (Take a Look at Me Now)/Columbus Interlude | Phil Collins 1984                                            | Epic Chants                             | 2012 |                                       |
| Against All Odds (Take a Look at Me Now)                    | Phil Collins 1984                                            | Epic Chants Tour 2013 – Live            | 2013 | Bonus Live DVD von Masters Of Chant 9 |
| All I Need/The 6th Sense Interlude                          | Robert Westerholt, Sharon den Adel (Within Temptation 2007)  | The Dark Side Of The Chant              | 2010 |                                       |
| All I Need                                                  | Robert Westerholt, Sharon den Adel (Within Temptation 2007)  | Masters Of Chant 8                      | 2011 | Live in Europa DVD                    |
| All I Need                                                  | Robert Westerholt, Sharon den Adel (Within Temptation 2007)  | Epic Chants                             | 2012 | Live Zagreb DVD                       |
| Amazing Grace                                               | William Walker (The Original Sacred Harp Choir 1922)         | Christmas Chants                        | 2006 |                                       |
| Ameno                                                       | Eric Lévi, Guy Protheroe (Era 1996)                          | Pure Chants                             | 2021 |                                       |
| Angel                                                       | Sarah McLachlan (1997)                                       | Masters Of Chant X - The Final Chapter  | 2015 |                                       |
| Angels                                                      | Guy Chambers (Robbie Williams 1997)                          | Masters Of Chant Chapter IV             | 2003 |                                       |
| Angels                                                      | Guy Chambers (Robbie Williams 1997)                          | Gold Edition                            | 2003 | DVD Livevideo oder Musikvideo ???     |
| Angels                                                      | Guy Chambers (Robbie Williams 1997)                          | Master Of Chants Chapter Live In Prague | 2005 | Live Prag DVD                         |
| Angels                                                      | Guy Chambers (Robbie Williams 1997)                          | Live at Kreuzenstein Castle             | 2007 | Live, Kreuzenstein Castle DVD         |
| Angels                                                      | Guy Chambers (Robbie Williams 1997)                          | Christmas Chants Live In Berlin         | 2010 | Live Berlin                           |
| Angels                                                      | Guy Chambers (Robbie Williams 1997)                          | Christmas Visions Live in Berlin        | 2010 | Live Berlin DVD                       |
| Apocalypse I                                                |                                                              | Gregorian Chill Formula                 | 2007 |                                       |
| Arrival                                                     | Benny Andersson, Björn Ulvaeus (ABBA 1976)                   | Masters Of Chant Chapter VII            | 2009 |                                       |
| Auld Lang Syne                                              | Frank Stanley 1907                                           | Christmas Chants                        | 2006 |                                       |
| Away In A Manger                                            | Alex Pfeffer, Frank Peterson                                 | Winter Chants                           | 2014 |                                       |
| Ave Maria                                                   | Johann Sebastian Bach 1722                                   | Winter Chants                           | 2014 |                                       |
| Ave Maria (Op. 52 Nr. 6,D 839)                              | Franz Schubert 1825                                          | Christmas Chants                        | 2006 |                                       |
| Ave Maria (Op. 52 Nr. 6,D 839)                              | Franz Schubert 1825                                          | Christmas Chants & Visions              | 2008 | Live DVD                              |
| Ave Maria (Op. 52 Nr. 6,D 839)                              | Franz Schubert 1825                                          | Christmas Chants Live In Berlin         | 2010 | Live Berlin                           |
| Ave Maria (Op. 52 Nr. 6,D 839)                              | Franz Schubert 1825                                          | Christmas Visions Live in Berlin        | 2010 | Live Berlin DVD                       |
| Ave Maria (Pure Version)                                    |                                                              | Pure Chants II                          | 2022 |                                       |
| Ave Satani (The Omen)                                       | Jerry Goldsmith 1976                                         | The Dark Side                           | 2004 |                                       |

## B
| Titel                                   | Autoren                                                                      | Album                                      | Jahr | Besonderheit                                                 |
| --------------------------------------- | ---------------------------------------------------------------------------- | ------------------------------------------ | ---- | ------------------------------------------------------------ |
| Baby, Can I Hold You                    | Tracy Chapman (1988)                                                         | Masters Of Chant X - The Final Chapter     | 2015 |                                                              |
| Babylon                                 | Don McLean 1971                                                              | Masters Of Chant Chapter II                | 2001 |                                                              |
| Back To You                             | Brett Anderson, Frederik Ball                                                | Masters Of Chant 9                         | 2013 | feat. Amelia Brightman                                       |
| Bailero                                 | Joseph Canteloube (?)                                                        | Pure Chants                                | 2021 | feat. Narcis                                                 |
| Be                                      | Neil Diamond 1973                                                            | Masters Of Chant Chapter III               | 2002 |                                                              |
| Be                                      | Neil Diamond 1973                                                            | Masters Of Chant Chapter III               | 2002 | Videoclip DVD                                                |
| Be                                      | Neil Diamond 1973                                                            | Live at Kreuzenstein Castle                | 2007 | Live, Kreuzenstein Castle DVD                                |
| Beata viscera                           |                                                                              | Pure Chants                                | 2021 |                                                              |
| Before The Dawn                         | Amelia Brightman, Carsten Heusmann, Jan-Eric Kohrs                           | Masters Of Chant Chapter III               | 2002 |                                                              |
| Behind Blue Eyes                        | Pete Townsend (The Who 1971)                                                 | 20/2020                                    | 2019 |                                                              |
| Believe in Me                           | Henry Hirsch (Lenny Kravitz 2001)                                            | Masters Of Chant Chapter VI                | 2007 |                                                              |
| Black Wings/Angel Heart Interlude       | Amelia Brightman, Carsten Heusmann                                           | The Dark Side Of The Chant                 | 2010 |                                                              |
| Blasphemous Rumours                     | Martin Gore (Depeche Mode 1984)                                              | Masters Of Chant Chapter III               | 2002 |                                                              |
| Blasphemous Rumours                     | Martin Gore (Depeche Mode 1984)                                              | Masters Of Chant Chapter III               | 2002 | Videoclip DVD                                                |
| Blowing In The Wind                     | Bob Dylan (1963)                                                             | 20/2020                                    | 2019 |                                                              |
| Blue Monday                             | Bernard Sumner, Gillian Gilbert, Peter Hook, Stephen Morris (New Order 1983) | Masters Of Chant Chapter III               | 2002 |                                                              |
| Blue Monday                             | Bernard Sumner, Gillian Gilbert, Peter Hook, Stephen Morris (New Order 1983) | Masters Of Chant Chapter III               | 2002 | Videoclip DVD                                                |
| Blue Monday                             | Bernard Sumner, Gillian Gilbert, Peter Hook, Stephen Morris (New Order 1983) | Master Of Chants Chapter Live In Prague    | 2005 | Live Prag DVD                                                |
| Blue Monday                             | Bernard Sumner, Gillian Gilbert, Peter Hook, Stephen Morris (New Order 1983) | Masters Of Chant 8                         | 2011 | Live Europa DVD                                              |
| Blue Monday                             | Bernard Sumner, Gillian Gilbert, Peter Hook, Stephen Morris (New Order 1983) | Epic Chants                                | 2012 | Live Zagreb DVD                                              |
| Bonny Portmore                          | Loreena McKennitt                                                            | Masters Of Chant Chapter II                | 2001 |                                                              |
| Bonny Portmore                          | Loreena McKennitt                                                            | Moments Of Peace In Ireland                | 2001 | Videoclip DVD                                                |
| Born To Feel Alive/The Fog Interlude    | Der Graf, Henning Verlage (Unheilig 2010)                                    | The Dark Side Of The Chant                 | 2010 | englische Version von „Geboren um zu leben“                  |
| Born To Feel Alive                      | Der Graf, Henning Verlage (Unheilig 2010)                                    | Masters Of Chant 8                         | 2011 | Live Europa DVD, englische Version von „Geboren um zu leben“ |
| Born To Feel Alive                      | Der Graf, Henning Verlage (Unheilig 2010)                                    | Epic Chants                                | 2012 | Live Zagreb DVD, englische Version von „Geboren um zu leben“ |
| Both Sides, Now                         | Joni Mitchell                                                                | Epic Chants Tour 2013 – Live               | 2013 | Bonus Live DVD von Masters Of Chant 9                        |
| Both Sides Now/Watership Down Interlude | Joni Mitchell                                                                | Epic Chants                                | 2012 |                                                              |
| Boulevard of Broken Dreams              | Billie Joe Armstrong, Mike Dirnt, Tré Cool (Green Day 2004)                  | Masters Of Chant Chapter V                 | 2006 |                                                              |
| Bravado/Heavenly Interlude              | Alex Lifeson, Geddy Lee, Neil Peart (Rush 1991)                              | Masters Of Chant 8                         | 2011 |                                                              |
| Breath                                  |                                                                              | Moment Of Peace                            | 2001 | Single-CD                                                    |
| Breathe                                 | John Mallory, Leigh Nash, Michelle Tumes (Sixpence None the Richer 1999)     | Masters Of Chant                           | 2000 |                                                              |
| Bridge Over Troubled Water              | Art Garfunkel & Paul Simon 1970                                              | Masters Of Chant Chapter IV                | 2003 |                                                              |
| Bridge Over Troubled Water              | Art Garfunkel & Paul Simon 1970                                              | Gold Edition                               | 2003 | DVD                                                          |
| Bridge Over Troubled Water              | Art Garfunkel & Paul Simon 1970                                              | Live at Kreuzenstein Castle                | 2007 | Live, Kreuzenstein Castle DVD                                |
| Bright Eyes/Titanic Interlude           | Mike Batt (Art Garfunkel 1979)                                               | Epic Chants                                | 2012 |                                                              |
| Bring Me to Life/Twilight Interlude     | Amy Lee, Ben Moody, David Hodges (Evanescence 2003)                          | The Dark Side Of The Chant                 | 2010 |                                                              |
| Bring Me to Life                        | Amy Lee, Ben Moody, David Hodges (Evanescence 2003)                          | Masters Of Chant 8                         | 2011 | Live Europa DVD                                              |
| Bring Me to Life                        | Amy Lee, Ben Moody, David Hodges (Evanescence 2003)                          | Epic Chants                                | 2012 | Live Zagreb DVD                                              |
| Bring Me to Life                        | Amy Lee, Ben Moody, David Hodges (Evanescence 2003)                          | Epic Chants Tour 2013 – Live               | 2013 | Bonus Live DVD von Masters Of Chant 9                        |
| Brothers in Arms                        | Mark Knopfler (Dire Straits 1985)                                            | Masters Of Chant                           | 1999 |                                                              |
| Brothers in Arms                        | Mark Knopfler (Dire Straits 1985)                                            | Masters Of Chant In Santiago De Compostela | 2001 | Videoclip DVD                                                |
| Brothers in Arms                        | Mark Knopfler (Dire Straits 1985)                                            | Master Of Chants Chapter Live In Prague    | 2005 | Live Prag DVD                                                |
| Brothers in Arms                        | Mark Knopfler (Dire Straits 1985)                                            | Live at Kreuzenstein Castle                | 2007 | Live, Kreuzenstein Castle DVD                                |

## C
| Titel                                        | Autoren                                                                                   | Album                                   | Jahr | Besonderheit                          |
| -------------------------------------------- | ----------------------------------------------------------------------------------------- | --------------------------------------- | ---- | ------------------------------------- |
| Celebrate Christmas                          | Christopher Benson 1902                                                                   | Holy Chants                             | 2017 |                                       |
| Chariots Of Fire                             | Vangelis                                                                                  | Epic Chants Tour 2013 – Live            | 2013 | Bonus Live DVD von Masters Of Chant 9 |
| Chasing Cars                                 | Gary Lightbody, Jonny Quinn, Nathan Connolly, Paul Wilson, Tom Simpson (Snow Patrol 2006) | Masters Of Chant Chapter VII            | 2009 |                                       |
| Child In A Manger                            | Carsten Heusman, Frank Peterson, Gunther Laudahn, Jan-Eric Kohrs                          | Christmas Chants                        | 2006 |                                       |
| Child In A Manger                            | Carsten Heusman, Frank Peterson, Gunther Laudahn, Jan-Eric Kohrs                          | Christmas Chants & Visions              | 2008 | Live DVD                              |
| Child In A Manger                            | Carsten Heusman, Frank Peterson, Gunther Laudahn, Jan-Eric Kohrs                          | Christmas Chants Live In Berlin         | 2010 | Live Berlin                           |
| Child In A Manger                            | Carsten Heusman, Frank Peterson, Gunther Laudahn, Jan-Eric Kohrs                          | Christmas Visions Live In Berlin        | 2010 | Live Berlin DVD                       |
| Child In Time                                | Ian Gillan, Ian Paice, Jon Lord, Ritchie Blackmore, Roger Glover (Deep Purple 1970)       | Masters Of Chant Chapter II             | 2001 |                                       |
| Child In Time                                | Ian Gillan, Ian Paice, Jon Lord, Ritchie Blackmore, Roger Glover (Deep Purple 1970)       | Moments Of Peace In Ireland             | 2001 | Video DVd                             |
| Clocks                                       | Chris Martin, Guy Berryman, Jon Buckland, Will Champion (Coldplay 2002)                   | Masters Of Chant Chapter IV             | 2003 |                                       |
| Close My Eyes Forever                        | Lita Ford & Ozzy Osbourne 1988                                                            | The Dark Side                           | 2004 |                                       |
| Close My Eyes Forever                        | Lita Ford & Ozzy Osbourne 1988                                                            | Master Of Chants Chapter Live In Prague | 2005 | Live Prag DVD                         |
| Close My Eyes Forever                        | Lita Ford & Ozzy Osbourne 1988                                                            | Live at Kreuzenstein Castle             | 2007 | Live, Kreuzenstein Castle DVD         |
| Cold November Nights                         | Thomas Schwarz, Matthias Meissner, Amelia Brightman, Frank Petersen                       | Winter Chants                           | 2014 | feat. Amelia Brightman                |
| Colder Than Winter                           | Vince Gill 1984                                                                           | Winter Chants                           | 2014 | feat. Amelia Brightman                |
| Comfortably Numb                             | David Gilmour, Roger Waters (Pink Floyd 1979)                                             | Masters Of Chant Chapter V              | 2006 |                                       |
| Conquest Of Paradise                         | Evangelos Odyssey Papathanassiou (Vangelis 1992)                                          | Epic Chants Tour 2013 – Live            | 2013 | Bonus Live DVD von Masters Of Chant 9 |
| Conquest Of Paradise/Love Actually Interlude | Evangelos Odyssey Papathanassiou (Vangelis 1992)                                          | Epic Chants                             | 2012 |                                       |
| Corpus Christi                               |                                                                                           |                                         |      |                                       |
| Coventry Carol                               | Robert Croo 15. Jahrhundert                                                               | Winter Chants                           | 2014 |                                       |
| Coventry Carol (Neue Version)                | Robert Croo 15. Jahrhundert                                                               | Pure Chants II                          | 2022 |                                       |
| Crazy Crazy Nights                           | Adam Mitchell, Paul Stanley (Kiss 1987)                                                   | Best Of 1990–2010                       | 2011 |                                       |
| Crazy Crazy Nights                           | Adam Mitchell, Paul Stanley (Kiss 1987)                                                   | Masters Of Chant 8                      | 2011 | Live Europa DVD                       |
| Crazy Crazy Nights                           | Adam Mitchell, Paul Stanley (Kiss 1987)                                                   | Epic Chants                             | 2012 | Live Zagreb DVD                       |
| Credits                                      |                                                                                           | Masters Of Chant 8                      | 2011 | Live Europa DVD                       |
| Cry Softly                                   | Tim Arnold Norell, Björn Algot Haakansson (Secret Service 1982)                           | Masters Of Chant X - The Final Chapter  | 2015 | feat. Narcis                          |
| Crying In The Rain                           | Carole King, Howard Greenfield (The Everly Brothers 1961)                                 | Masters Of Chant Chapter VI             | 2007 |                                       |
| Crying In The Rain                           | Carole King, Howard Greenfield (The Everly Brothers 1961)                                 | Christmas Chants & Visions              | 2008 | Live DVD                              |
| Crying In The Rain                           | Carole King, Howard Greenfield (The Everly Brothers 1961)                                 | Christmas Chants Live In Berlin         | 2010 | Live Berlin                           |
| Crying In The Rain                           | Carole King, Howard Greenfield (The Everly Brothers 1961)                                 | Christmas Visions Live In Berlin        | 2010 | Live Berlin DVD                       |
| Cum Angelis + Psalm 24, Ver 7-10             |                                                                                           | Pure Chants II                          | 2022 |                                       |
| Cups                                         | Alvin Carter, Heloise Tunstall-Behrens, Luisa Gerstein Vallejo (Anna Kendrick 2012)       | 20/2020                                 | 2019 |                                       |

## D
| Titel                               | Autoren                                                     | Album                        | Jahr | Besonderheit           |
| ----------------------------------- | ----------------------------------------------------------- | ---------------------------- | ---- | ---------------------- |
| Dancing in the Snow                 | Muzio Clementi, Rene Laak, Frank Peterson, Amelia Brightman | Winter Chants                | 2014 |                        |
| Dark Angel                          | Die Gesellschaft der schwarzen Orchidee                     | The Dark Side Of The Chant   | 2010 |                        |
| Dark Side/Death In Venice Interlude | Amelia Brightman, Carsten Heusmann, Jan-Eric Kohrs          | The Dark Side Of The Chant   | 2010 |                        |
| Dear Lord And Father Of Mankind     |                                                             | Pure Chants II               | 2022 |                        |
| Depressions                         | F. Gregorian                                                | Sadisfaction                 | 1991 |                        |
| Desire                              | Seth Justman, Peter Wolf (The J. Geils Band 1980)           | Masters Of Chant 9           | 2013 | feat. Amelia Brightman |
| Don't Give Up                       | Kate Bush & Peter Gabriel 1986                              | Masters Of Chant             | 1999 | feat. Sarah Brightman  |
| Don't Leave Me Now                  | Rick Davies, Roger Hodgson (Supertramp 1982)                | Masters Of Chant Chapter VII | 2009 |                        |
| Dreaming                            |                                                             | Gregorian Chill Formula      | 2007 |                        |
| Dreams                              | Stevie Nicks (Fleetwood Mac 1977)                           | Masters Of Chant Chapter VI  | 2007 |                        |

## E
| Titel                                       | Autoren | Album                        | Jahr | Besonderheit                          |
| ------------------------------------------- | --- | ---------------------------- | ---- | ------------------------------------- |
| Early Winter/Animal Interlude               | Tim Rice-Oxley (Gwen Stefani 2006)                                                                                  | Masters Of Chant 8           | 2011 |                                       |
| End Of Days                                 | | Masters Of Chant In The Mix  | 2008 |                                       |
| Engel                                       | Christian Lorenz, Christoph Schneider, Oliver Riedel, Paul Landers, Richard Kruspe, Till Lindemann (Rammstein 1997) | The Dark Side                | 2004 | auch als Single                       |
| Engel                                       | Christian Lorenz, Christoph Schneider, Oliver Riedel, Paul Landers, Richard Kruspe, Till Lindemann (Rammstein 1997) | Epic Chants Tour 2013 – Live | 2013 | Bonus Live DVD von Masters Of Chant 9 |
| Enjoy the Silence                           | Martin Gore (Depeche Mode 1990)                                                                                     | Masters Of Chant Chapter VII | 2009 |                                       |
| Evening Falls                               | Roma Ryan (Enya 1988)                                                                                               | Masters Of Chant Chapter IV  | 2003 |                                       |
| Everybody Gotta Learn Sometimes             | James Warren (The Korgis 1980)                                                                                      | Masters Of Chant Chapter II  | 2001 |                                       |
| Everybody Gotta Learn Sometimes             | James Warren (The Korgis 1980)                                                                                      | Moments Of Peace In Ireland  | 2001 | Videoclip DVD                         |
| Everybody Hurts                             | Bill Berry, Peter Buck, Michael Mills, Michael Stipe                                                                | Masters Of Chant 9           | 2013 |                                       |
| Everything Is Beautiful/The Oasis Interlude | Amelia Brightman, Carsten Heusmann                                                                                  | Masters Of Chant 8           | 2011 |                                       |

## F
| Titel                          | Autoren | Album                                   | Jahr | Besonderheit                           |
| ------------------------------ | --- | --------------------------------------- | ---- | -------------------------------------- |
| Fade to Grey                   | Christopher Payne, Midge Ure, William Currie (Visage 1980)                                                       | Masters Of Chant                        | 1999 |                                        |
| Faded                          | Alan Walker, Jesper Borgen, Gunnar Greve, Anders Froeen (Alan Walker 2015)                                       | 20/2020                                 | 2019 |                                        |
| Fairytale Of New York          | Shane McGowan, Jeremy Finer (The Pogues feat. Kirsty MacColl 1987)                                               | 20/2020                                 | 2019 |                                        |
| Farewell                       | Esther Dean, Alexander Grant                                                                                     | Masters Of Chant X - The Final Chapter  | 2015 | feat. Amelia Brightman                 |
| Fields Of Gold                 | Sting 1993 | Masters Of Chant Chapter III            | 2002 |                                        |
| Fields Of Gold                 | Sting 1993 | Masters Of Chant Chapter III            | 2002 | Videoclip DVD                          |
| Fields Of Gold                 | Sting 1993 | Live at Kreuzenstein Castle             | 2007 | Live, Kreuzenstein Castle DVD          |
| Fix You                        | Chris Martin, Guy Berryman, Jonny Buckland, Will Champion (Coldplay 2005)                                        | Masters Of Chant Chapter VI             | 2007 |                                        |
| Fix You                        | Chris Martin, Guy Berryman, Jonny Buckland, Will Champion (Coldplay 2005)                                        | Masters Of Chant 8                      | 2011 | Live Europa DVD                        |
| Fix You                        | Chris Martin, Guy Berryman, Jonny Buckland, Will Champion (Coldplay 2005)                                        | Epic Chants                             | 2012 | Live Zagreb DVD feat. Amelia Brightman |
| Flame Interlude                | Jan-Eric Kohrs                                                                                                   | Master Of Chants Chapter Live In Prague | 2005 | Live Prag DVD                          |
| Fleurs Du Mal                  | Martin Himmelsbach, Klaus Hirschburger, Matthias Meissner, Frank Peterson, Thomas Schwarz (Sarah Brightman 2008) | O Fortuna                               | 2011 | Single-CD                              |
| Footsteps In The Snow          | Frank Peterson, Gunther Laudahn, Patti Unwin                                                                     | Christmas Chants                        | 2006 |                                        |
| For No One                     | John Lennon, Paul McCartney (The Beatles 1966)                                                                   | Masters Of Chant Chapter IV             | 2003 |                                        |
| Forever                        | F. Gregorian, Michael Hagel, Michael Wehr                                                                        | Sadisfaction                            | 1991 |                                        |
| Forever Young                  | Bernhard Lloyd, Frank Mertens, Marian Gold (Alphaville 1984)                                                     | Best Of 1990–2010                       | 2011 |                                        |
| Frozen/Sleepy Hollow Interlude | Patrick Leonard (Madonna 1998)                                                                                   | The Dark Side Of The Chant              | 2010 |                                        |
| Frozen World                   | Alex Pfeffer, Frank Petersen, Amelia Brightman                                                                   | Winter Chants                           | 2014 | feat. Amelia Brightman                 |

## G
| Titel                            | Autoren                                                                       | Album                                  | Jahr | Besonderheit    |
| -------------------------------- | ----------------------------------------------------------------------------- | -------------------------------------- | ---- | --------------- |
| Gamenni kardia (There Are Stars) | Cees Tol, Corina Vamvakari, Thomas Tol (Tol & Tol feat Corina Vamvakari 2002) | Pure Chants                            | 2021 |                 |
| Gaudete                          |                                                                               | Pure Chants II                         | 2022 |                 |
| Gentle                           | Michelle Leonhard, Tobias Stenkjaer                                           | Masters Of Chant X - The Final Chapter | 2015 |                 |
| Gloria                           | Mirko Schaffer, Joachim Witt, Michelle Leonard, Mario Wesser                  | Masters Of Chant 9                     | 2013 | feat. Narcis    |
| Gloria In Excelsis               | Carsten Heusman, Frank Peterson, Gunther Laudahn, Jan-Eric Kohrs              | Christmas Chants                       | 2006 |                 |
| Gloria XV                        |                                                                               | Pure Chants II                         | 2022 |                 |
| Gonna Make You Mine              | F. Gregorian, Matthias Meissner, Thomas Schwarz                               | Sadisfaction                           | 1991 |                 |
| Good Night, Companions           | Alfons Yondraschek, Michelle Leonhard (Inga & Wolf 1972)                      | Masters Of Chant X - The Final Chapter | 2015 |                 |
| Graduale                         |                                                                               | A Retrospective Journey                | 2009 |                 |
| Greensleeves                     | Carsten Heusman, Frank Peterson, Jan-Eric Kohrs, Michael Soltau               | Masters Of Chant Chapter VI            | 2007 |                 |
| Greensleeves                     | Carsten Heusman, Frank Peterson, Jan-Eric Kohrs, Michael Soltau               | Christmas Chants & Visions             | 2008 | Live DVD        |
| Greensleeves                     | Carsten Heusman, Frank Peterson, Jan-Eric Kohrs, Michael Soltau               | Christmas Chants Live In Berlin        | 2010 | Live Berlin     |
| Greensleeves                     | Carsten Heusman, Frank Peterson, Jan-Eric Kohrs, Michael Soltau               | Christmas Visions Live In Berlin       | 2010 | Live Berlin DVD |
| Greensleeves (Pure Version)      |                                                                               | Pure Chants II                         | 2022 |                 |
| Gregorian                        |                                                                               | Masters Of Chant Chapter IV            | 2003 |                 |
| Gregorian Anthem                 | Gabriel Fauré                                                                 | The Dark Side                          | 2004 |                 |
| Guide Me God                     | Sinéad O’Connor (2003)                                                        | Masters Of Chant Chapter VI            | 2007 |                 |

## H
| Titel                                  | Autoren                                                                                          | Album                                   | Jahr | Besonderheit                          |
| -------------------------------------- | ------------------------------------------------------------------------------------------------ | --------------------------------------- | ---- | ------------------------------------- |
| Hallelujah                             | Leonard Cohen 1984                                                                               | Winter Chants                           | 2014 |                                       |
| Hallelujah                             | Leonard Cohen                                                                                    | Epic Chants Tour 2013 – Live            | 2013 | Bonus Live DVD von Masters Of Chant 9 |
| Hallelujah (Pure Version)              |                                                                                                  | Pure Chants II                          | 2022 |                                       |
| Happy Xmas War Is Over                 | John Lennon & Plastic Ono Band & Yoko Ono 1971                                                   | Christmas Chants                        | 2006 |                                       |
| Happy Xmas War Is Over                 | John Lennon & Plastic Ono Band & Yoko Ono 1971                                                   | Christmas Chants & Visions              | 2008 | Live DVD                              |
| Happy Xmas War Is Over                 | John Lennon & Plastic Ono Band & Yoko Ono 1971                                                   | Christmas Chants Live In Berlin         | 2010 | Live Berlin                           |
| Happy Xmas War Is Over                 | John Lennon & Plastic Ono Band & Yoko Ono 1971                                                   | Christmas Visions Live In Berlin        | 2010 | Live Berlin DVD                       |
| Have Yourself a Merry Little Christmas | Judy Garland 1944                                                                                | Winter Chants                           | 2014 |                                       |
| He's A Pirate                          | Klaus Badelt, Geoffrey Zanelli, Hans Zimmer                                                      | Epic Chants Tour 2013 – Live            | 2013 | Bonus Live DVD von Masters Of Chant 9 |
| Heaven/Flowing Interlude               | Jim Vallance (Bryan Adams 1984)                                                                  | Masters Of Chant 8                      | 2011 |                                       |
| Heaven Can Wait                        | Jim Steinman (Meat Loaf 1977)                                                                    | Masters Of Chant Chapter II             | 2001 |                                       |
| Heaven Can Wait                        | Jim Steinman (Meat Loaf 1977)                                                                    | Moments Of Peace In Ireland             | 2001 | Videoclip DVD                         |
| Heaven Is a Place on Earth             | Ellen Shipley, Rick Nowels (Belinda Carlisle 1987)                                               | Masters Of Chant Chapter IV             | 2003 |                                       |
| Hells Bells/The Exorcist Interlude     | Angus Young, Brian Johnson, Malcolm Young (AC/DC 1980)                                           | The Dark Side Of The Chant              | 2010 |                                       |
| Hells Bells                            | Angus Young, Brian Johnson, Malcolm Young (AC/DC 1980)                                           | Masters Of Chant 8                      | 2011 | Live Europa DVD                       |
| Hells Bells                            | Angus Young, Brian Johnson, Malcolm Young (AC/DC 1980)                                           | Epic Chants                             | 2012 | Live Zagreb DVD                       |
| Heroes                                 | Brian Eno (David Bowie 1977)                                                                     | Masters Of Chant Chapter V              | 2006 | feat. Sarah Brightman                 |
| Heroes                                 | Brian Eno (David Bowie 1977)                                                                     | Live at Kreuzenstein Castle             | 2007 | Live, Kreuzenstein Castle             |
| Hide And Seek                          | Howard Jones 1984                                                                                | Masters Of Chant Chapter IV             | 2003 |                                       |
| High Hopes                             | David Gilmour, Polly Samson (Pink Floyd 1994)                                                    | Masters Of Chant Chapter IV             | 2003 |                                       |
| Human/Liberty Bell Interlude           | Brandon Flowers, Dave Brent Keuning, Mark August Stoermer, Ronnie Vannucci jr (The Killers 2008) | Masters Of Chant 8                      | 2011 |                                       |
| Huron Carol                            |                                                                                                  | Pure Chants II                          | 2022 |                                       |
| Hurt                                   | Trent Reznor (Nine Inch Nails 1994)                                                              | The Dark Side                           | 2004 |                                       |
| Hurt                                   | Trent Reznor (Nine Inch Nails 1994)                                                              | Master Of Chants Chapter Live In Prague | 2005 | Live Prag DVD                         |
| Hurt                                   | Trent Reznor (Nine Inch Nails 1994)                                                              | Live at Kreuzenstein Castle             | 2007 | Live, Kreuzenstein Castle DVD         |
| Hurt                                   | Trent Reznor (Nine Inch Nails 1994)                                                              | Masters Of Chant 8                      | 2011 | Live Europa DVD                       |
| Hurt                                   | Trent Reznor (Nine Inch Nails 1994)                                                              | Epic Chants                             | 2012 | Live Zagreb DVD                       |
| Hymn                                   | John Lees (Barclay James Harvest 1977)                                                           | Masters Of Chant Chapter II             | 2001 |                                       |
| Hymn                                   | John Lees (Barclay James Harvest 1977)                                                           | Moments Of Peace In Ireland             | 2001 | Videoclip DVD                         |
| Hymn                                   | John Lees (Barclay James Harvest 1977)                                                           | Master Of Chants Chapter Live In Prague | 2005 | Live Prag DVD                         |
| Hymn                                   | John Lees (Barclay James Harvest 1977)                                                           | Live at Kreuzenstein Castle             | 2007 | Live, Kreuzenstein Castle DVD         |
| Hymn                                   | John Lees (Barclay James Harvest 1977)                                                           | Christmas Chants Live In Berlin         | 2010 | Live Berlin                           |
| Hymn                                   | John Lees (Barclay James Harvest 1977)                                                           | Christmas Visions Live In Berlin        | 2010 | Live Berlin DVD                       |

## I
| Titel                                      | Autoren                                                                             | Album                                      | Jahr | Besonderheit                               |
| ------------------------------------------ | ----------------------------------------------------------------------------------- | ------------------------------------------ | ---- | ------------------------------------------ |
| I Am A Rock                                |                                                                                     | A Retrospective Journey                    | 2009 |                                            |
| I Believe in Father Christmas              | Greg Lake 1975                                                                      | Winter Chants                              | 2014 |                                            |
| I Feel Free                                | Jack Bruce, Pete Brown (Cream 1966)                                                 | Masters Of Chant Chapter V                 | 2006 |                                            |
| I Love You                                 | F. Gregorian, Meissner, Schwarz                                                     | Sadisfaction                               | 1991 |                                            |
| I Shall Be Released                        | Bob Dylan (The Band 1968)                                                           | Masters Of Chant X - The Final Chapter     | 2015 |                                            |
| I Still Haven’t Found What I’m Looking For | Adam Clayton, Bono, Larry Mullen Jr., The Edge (U2 1987)                            | Masters Of Chant                           | 2000 | Radio Edit auch als Single                 |
| I Still Haven’t Found What I’m Looking For | Adam Clayton, Bono, Larry Mullen Jr., The Edge (U2 1987)                            | Masters Of Chant In Santiago De Compostela | 2001 | Videoclip DVD                              |
| I Vow To Thee, My Country                  |                                                                                     | Pure Chants II                             | 2022 |                                            |
| I Won't Hold You Back                      | Steve Lukather (Toto 1982)                                                          | Masters Of Chant Chapter III               | 2002 |                                            |
| I'll Find My Way Home                      | John Roy Anderson, Evangelos Odysseas Papathanassiou (Jon Anderson & Vangelis 1981) | Masters Of Chant Chapter IV                | 2003 |                                            |
| Imagine                                    | John Lennon 1971                                                                    | Masters Of Chant Chapter IV                | 2003 |                                            |
| In My Life                                 | John Lennon, Paul McCartney (The Beatles 1965)                                      | Masters Of Chant X - The Final Chapter     | 2015 |                                            |
| In the Air Tonight                         | Phil Collins 1981                                                                   | Masters Of Chant Chapter II                | 2001 |                                            |
| In the Air Tonight                         | Phil Collins 1981                                                                   | Moments Of Peace In Ireland                | 2001 | Videoclip DVD                              |
| In the Air Tonight                         | Phil Collins 1981                                                                   | Masters Of Chant 8                         | 2011 | Live Europa DVD                            |
| In the Air Tonight                         | Phil Collins 1981                                                                   | Epic Chants                                | 2012 | Live Zagreb DVD                            |
| In the Bleak Midwinter                     | Christina Georgina Rossetti, Gustav Holst (1872)                                    | Christmas Chants                           | 2006 |                                            |
| In the Bleak Midwinter                     | Christina Georgina Rossetti, Gustav Holst (1872)                                    | Christmas Chants & Visions                 | 2008 | Live DVD                                   |
| In the Bleak Midwinter                     | Christina Georgina Rossetti, Gustav Holst (1872)                                    | Christmas Chants Live In Berlin            | 2010 | Live Berlin                                |
| In the Bleak Midwinter                     | Christina Georgina Rossetti, Gustav Holst (1872)                                    | Christmas Visions Live In Berlin           | 2010 | Live Berlin DVD                            |
| In The Morning/Russian Interlude           | Barry Gibb (Ronnie Burns 1967)                                                      | Masters Of Chant 8                         | 2011 |                                            |
| In the Shadows                             | The Rasmus 2003                                                                     | The Dark Side                              | 2004 |                                            |
| In trutina                                 | Carl Orff 1937                                                                      | Pure Chants                                | 2021 |                                            |
| Instant de Paix                            | Amelia Brightman, Carsten Heusmann                                                  | Masters Of Chant Chapter II                | 2001 | französische Version von „Moment of Peace“ |
| Into The West/Batman Interlude             | Howard Shore 2003                                                                   | Epic Chants                                | 2012 |                                            |
| It Will Be Forgiven                        | Carsten Heusmann, Max Heusmann                                                      | Masters Of Chant Chapter VII               | 2009 |                                            |

## J
| Titel                                      | Autoren                                                                    | Album                                  | Jahr | Besonderheit                       |
| ------------------------------------------ | -------------------------------------------------------------------------- | -------------------------------------- | ---- | ---------------------------------- |
| Jesu Joy of Man's Desiring                 | Johann Sebastian Bach 1723                                                 | Winter Chants                          | 2014 | feat. Narcis                       |
| Jesu, Joy Of Man's Desiring (Pure Version) | Johann Sebastian Bach 1723                                                 | Pure Chants II                         | 2022 |                                    |
| Joga                                       | Björk Guðmundsdóttir, Sigurjón Birgir Sigurðsson (Björk 1997)              | Masters Of Chant Chapter VI            | 2007 |                                    |
| Join Me                                    | Ville Valo (HIM 1999)                                                      | Masters Of Chant Chapter III           | 2002 | feat. Amelia Brightman             |
| Join Me                                    | Ville Valo (HIM 1999)                                                      | Masters Of Chant Chapter III           | 2002 | Videoclip DVD                      |
| Join Me                                    | Ville Valo (HIM 1999)                                                      | Masters Of Chant 8                     | 2011 | Live Europa DVD                    |
| Join Me                                    | Ville Valo (HIM 1999)                                                      | Epic Chants                            | 2012 | Live Zagreb feat. Amelia Brightman |
| Join Me (Schill Out Version)               |                                                                            | Masters Of Chant - Chapter III         | 2002 |                                    |
| Jubilee                                    | Charles Phelps Barnett, Joe Fab                                            | Winter Chants                          | 2014 | feat. The Abbey                    |
| Just For You                               | Lionel Richie, Paul Michael Barry, Mark Philip Taylor (Lionel Richie 2004) | Masters Of Chant X - The Final Chapter | 2015 |                                    |
| Juste Quelques Hommes                      | Jean-Jacques Goldman 1997                                                  | Masters Of Chant Chapter III           | 2002 |                                    |

## K
| Titel                              | Autoren                                                   | Album                            | Jahr | Besonderheit                           |
| ---------------------------------- | --------------------------------------------------------- | -------------------------------- | ---- | -------------------------------------- |
| Kashmir                            | Jimmy Page, John Bonham, Robert Plant (Led Zeppelin 1975) | Masters Of Chant Chapter VII     | 2009 |                                        |
| Kashmir                            | Jimmy Page, John Bonham, Robert Plant (Led Zeppelin 1975) | Masters Of Chant 8               | 2011 | Live Europa DVD                        |
| Kashmir                            | Jimmy Page, John Bonham, Robert Plant (Led Zeppelin 1975) | Epic Chants                      | 2012 | Live Zagreb DVD feat. Amelia Brightman |
| Kashmir                            | Jimmy Page, John Bonham, Robert Plant (Led Zeppelin 1975) | Epic Chants Tour 2013 – Live     | 2013 | Bonus Live DVD von Masters Of Chant 9  |
| Killer Queen                       | Queen                                                     | A Retrospective Journey          | 2009 |                                        |
| Kiss From A Rose                   | Henry Samuel (Seal 1994)                                  | Epic Chants Tour 2013 – Live     | 2013 | Bonus Live DVD von Masters Of Chant 9  |
| Kiss From A Rose/Unicorn Interlude | Sealhenry Samuel (Seal 1994)                              | Epic Chants                      | 2012 |                                        |
| Kyrie                              |                                                           | Christmas Chants & Visions       | 2008 | Live DVD                               |
| Kyrie                              |                                                           | Christmas Chants Live In Berlin  | 2010 | Live Berlin                            |
| Kyrie                              |                                                           | Christmas Visions Live In Berlin | 2010 | Live Berlin DVD                        |
| Kyrie Victoria                     |                                                           | Pure Chants                      | 2021 |                                        |
| Kyrie XI, A                        |                                                           | Pure Chants                      | 2021 |                                        |

## L
| Titel                                            | Autoren                                                                                | Album                                      | Jahr | Besonderheit                          |
| ------------------------------------------------ | -------------------------------------------------------------------------------------- | ------------------------------------------ | ---- | ------------------------------------- |
| L' Universo                                      |                                                                                        | Gregorian Chill Formula                    | 2007 |                                       |
| La Divina Potestate                              |                                                                                        | Gregorian Chill Formula                    | 2007 |                                       |
| La Gloria                                        |                                                                                        | Gregorian Chill Formula                    | 2007 |                                       |
| Lady D'Arbanville                                | Cat Stevens 1970                                                                       | Masters Of Chant Chapter II                | 2001 |                                       |
| Lady D'Arbanville                                | Cat Stevens 1970                                                                       | Moments Of Peace In Ireland                | 2001 | Videoclip DVD                         |
| Lady in Black                                    | Kenneth William David Hensley (Uriah Heep 1971)                                        | Masters Of Chant Chapter V                 | 2006 |                                       |
| Lady in Black                                    | Kenneth William David Hensley (Uriah Heep 1971)                                        | Masters Of Chant 8                         | 2011 | Live Europa DVD                       |
| Lady in Black                                    | Kenneth William David Hensley (Uriah Heep 1971)                                        | Epic Chants                                | 2012 | Live Zagreb DVD                       |
| Lamento                                          |                                                                                        | Gregorian Chill Formula                    | 2007 |                                       |
| Last Christmas                                   | George Michael (Wham! 1984)                                                            | Christmas Chants & Visions                 | 2008 |                                       |
| Last Unicorn                                     | Jimmy Webb (America 1982)                                                              | Epic Chants Tour 2013 – Live               | 2013 | Bonus Live DVD von Masters Of Chant 9 |
| Le Temps des Cathedrales                         | Luc Plamondon, Riccardo Cocciante (Bruno Pelletier 1997)                               | Masters Of Chant Chapter IV                | 2003 |                                       |
| Leningrad                                        | Billy Joel 1989                                                                        | Masters Of Chant 9                         | 2013 |                                       |
| Let Down                                         | Colin Greenwood, Ed O’Brien, Jonny Greenwood, Phil Selway, Thom Yorke (Radiohead 1997) | Best Of 1990–2010                          | 2011 |                                       |
| Libera Me                                        |                                                                                        | Gregorian Chill Formula                    | 2007 |                                       |
| Live and Let Die                                 | Linda McCartney, Paul McCartney (Wings 1973)                                           | Epic Chants Tour 2013 – Live               | 2013 | Bonus Live DVD von Masters Of Chant 9 |
| Live and Let Die/Ring Interlude                  | Linda McCartney, Paul McCartney (Wings 1973)                                           | Epic Chants                                | 2012 |                                       |
| Living Years                                     | Mike Rutherford, Brian Alexander Robertson (Mike + The Mechanics 1988)                 | Masters Of Chant X - The Final Chapter     | 2015 |                                       |
| Losing My Religion                               | Bill Berry, Michael Stipe, Mike Mills, Peter Buck (R.E.M. 1991)                        | Masters Of Chant                           | 1999 |                                       |
| Losing My Religion                               | Bill Berry, Michael Stipe, Mike Mills, Peter Buck (R.E.M. 1991)                        | Masters Of Chant In Santiago De Compostela | 2001 | Videoclip DVD                         |
| Losing My Religion                               | Bill Berry, Michael Stipe, Mike Mills, Peter Buck (R.E.M. 1991)                        | Masters Of Chant 8                         | 2011 | Live Europa DVD                       |
| Losing My Religion                               | Bill Berry, Michael Stipe, Mike Mills, Peter Buck (R.E.M. 1991)                        | Epic Chants                                | 2012 | Live Zagreb DVD                       |
| Love Beats Anything/Sleeping In August Interlude | Carl Albrecht, Frank Peterson, Jan-Eric Kohrs                                          | Masters Of Chant 8                         | 2011 |                                       |
| Love Is                                          |                                                                                        | Gregorian Chill Formula                    | 2007 |                                       |
| Lucifer/The Omen Interlude                       | Alan Parsons, Eric Woolfson (The Alan Parsons Project 1979)                            | The Dark Side Of The Chant                 | 2010 |                                       |
| Lucky Man                                        | Gregory Stuart Lake (Emerson, Lake and Palmer 1970)                                    | Masters Of Chant Chapter V                 | 2006 |                                       |

## M
| Titel                                 | Autoren                                                              | Album                                   | Jahr | Besonderheit                           |
| ------------------------------------- | -------------------------------------------------------------------- | --------------------------------------- | ---- | -------------------------------------- |
| Mad World                             | Roland Orzabal (Tears for Fears 1982)                                | Masters Of Chant Chapter VI             | 2007 |                                        |
| Mad World                             | Roland Orzabal (Tears for Fears 1982)                                | Christmas Chants & Visions              | 2008 | Live DVD                               |
| Mad World                             | Roland Orzabal (Tears for Fears 1982)                                | Christmas Chants Live In Berlin         | 2010 | Live Berlin                            |
| Mad World                             | Roland Orzabal (Tears for Fears 1982)                                | Christmas Visions Live In Berlin        | 2010 | Live Berlin DVD                        |
| Maid of Orleans                       | Andy McCluskey (Orchestral Manoeuvres in the Dark 1981)              | Masters Of Chant Chapter IV             | 2003 |                                        |
| Make Us One                           | Cindy Morgan 1998                                                    | Masters Of Chant                        | 2000 |                                        |
| Mary, Did You Know                    | Mark Lowry, Lee Rufus Green                                          | 20/2020                                 | 2019 |                                        |
| Masters Of Chant                      | Frank Peterson, Amelia Brightman, Toni Pintos, Basti Inselmann       | Masters Of Chant X - The Final Chapter  | 2015 |                                        |
| Meadows Of Heaven                     | Tuomas Holopainen (Nightwish 2007)                                   | Masters Of Chant Chapter VII            | 2009 |                                        |
| Meditazione                           |                                                                      | Gregorian Chill Formula                 | 2007 |                                        |
| Mercy Street                          | Peter Gabriel 1986                                                   | Masters Of Chant Chapter VI             | 2007 |                                        |
| Miracle of Love                       | Annie Lennox, Dave Stewart (Eurythmics 1986)                         | Masters Of Chant Chapter VI             | 2007 |                                        |
| Miracle of Love                       | Annie Lennox, Dave Stewart (Eurythmics 1986)                         | Christmas Chants & Visions              | 2008 | Live DVD                               |
| Miracle of Love                       | Annie Lennox, Dave Stewart (Eurythmics 1986)                         | Christmas Chants Live In Berlin         | 2010 | Live Berlin                            |
| Miracle of Love                       | Annie Lennox, Dave Stewart (Eurythmics 1986)                         | Christmas Visions Live In Berlin        | 2010 | Live Berlin DVD                        |
| Miserere mei, Deus                    | Gregorio Allegri 163?                                                | Pure Chants                             | 2021 |                                        |
| Missing                               | Ben Watt, Tracey Thorn (Everything but the Girl 1994)                | Best Of 1990–2010                       | 2011 |                                        |
| Mistletoe and Wine                    | Cliff Richard 1988                                                   | Winter Chants                           | 2014 | feat. Amelia Brightman                 |
| Molly Ban                             | Irish Traditional                                                    | Masters Of Chant Chapter VII            | 2009 |                                        |
| Moment Of Peace                       | Amelia Brightman, Carsten Heusmann                                   | Masters Of Chant Chapter II             | 2001 | feat. Sarah Brightman, auch als Single |
| Moment Of Peace                       | Amelia Brightman, Carsten Heusmann                                   | Moments Of Peace In Ireland             | 2001 | Videoclip DVD                          |
| Moment Of Peace                       | Amelia Brightman, Carsten Heusmann                                   | Master Of Chants Chapter Live In Prague | 2005 | Live Prag DVD feat. Violet             |
| Moment Of Peace                       | Amelia Brightman, Carsten Heusmann                                   | Live at Kreuzenstein Castle             | 2007 | Live, Kreuzenstein Castle DVD          |
| Moment Of Peace                       | Amelia Brightman, Carsten Heusmann                                   | Christmas Chants Live In Berlin         | 2010 | Live Berlin                            |
| Moment Of Peace                       | Amelia Brightman, Carsten Heusmann                                   | Christmas Visions Live In Berlin        | 2010 | Live Berlin DVD                        |
| Moment Of Peace                       | Amelia Brightman, Carsten Heusmann                                   | Masters Of Chant 8                      | 2011 | Live Europa DVD                        |
| Moment Of Peace                       | Amelia Brightman, Carsten Heusmann                                   | Epic Chants                             | 2012 | Live Zagreb DVD feat. Amelia Brightman |
| Monastery                             | F. Gregorian                                                         | Sadisfaction                            | 1991 |                                        |
| More                                  | A. Taylor, Andrew Eldritch, Jim Steinman (The Sisters of Mercy 1990) | The Dark Side                           | 2004 |                                        |
| More                                  | A. Taylor, Andrew Eldritch, Jim Steinman (The Sisters of Mercy 1990) | Master Of Chants Chapter Live In Prague | 2005 | Live Prag DVD feat. Violet             |
| More                                  | A. Taylor, Andrew Eldritch, Jim Steinman (The Sisters of Mercy 1990) | Masters Of Chant 8                      | 2011 | Live Europa DVD                        |
| More                                  | A. Taylor, Andrew Eldritch, Jim Steinman (The Sisters of Mercy 1990) | Epic Chants                             | 2012 | Live Zagreb DVD feat. Amelia Brightman |
| Morning Dew/Elm Street Interlude      | Tim Rose (Bonnie Dobson 1962)                                        | The Dark Side Of The Chant              | 2010 |                                        |
| Mrs. Robinson                         | Simon & Garfunkel                                                    | A Retrospective Journey                 | 2009 |                                        |
| My Heart Is Burning/Shining Interlude | Sweet Sister Pain 2010                                               | The Dark Side Of The Chant              | 2010 |                                        |
| My Heart Will Go On                   | James Horner (Céline Dion 1997)                                      | Epic Chants Tour 2013 – Live            | 2013 | Bonus Live DVD von Masters Of Chant 9  |
| My Heart Will Go On/007 Interlude     | James Horner, Will Jennings (Céline Dion 1997)                       | Epic Chants                             | 2012 |                                        |
| My Immortal                           | Amy Lee, Ben Moody, David Hodges (Evanescence 2000)                  | The Dark Side                           | 2004 |                                        |
| My Little Welsh Home                  |                                                                      | Pure Chants                             | 2021 |                                        |
| My Love Is Like A Red, Red Rose       |                                                                      | Pure Chants II                          | 2021 |                                        |

## N
| Titel                        | Autoren                                                     | Album                                      | Jahr | Besonderheit                          |
| ---------------------------- | ----------------------------------------------------------- | ------------------------------------------ | ---- | ------------------------------------- |
| Nella Fantasia               | Ennio Morricone, Chiara Ferrau                              | Epic Chants Tour 2013 – Live               | 2013 | Bonus Live DVD von Masters Of Chant 9 |
| Nights In White Satin        |                                                             |                                            |      |                                       |
| Noel Nouvelet                | Chris Foster                                                | Winter Chants                              | 2014 |                                       |
| Noel Nouvelet (Neue Version) | Chris Foster                                                | Pure Chants II                             | 2022 |                                       |
| Noel Nouvelet                | Chris Foster                                                | Christmas Chants & Visions                 | 2008 | Live DVD                              |
| Noel Nouvelet                | Chris Foster                                                | Christmas Chants Live In Berlin            | 2010 | Live Berlin                           |
| Noel Nouvelet                | Chris Foster                                                | Christmas Visions Live In Berlin           | 2010 | Live Berlin DVD                       |
| Non nobis Domine             |                                                             | Pure Chants                                | 2021 |                                       |
| Nothing Else Matters         | James Hetfield, Lars Ulrich (Metallica 1991)                | Masters Of Chant                           | 1999 |                                       |
| Nothing Else Matters         | James Hetfield, Lars Ulrich (Metallica 1991)                | Masters Of Chant In Santiago De Compostela | 2001 | Videoclip DVD                         |
| Nothing Else Matters         | James Hetfield, Lars Ulrich (Metallica 1991)                | Master Of Chants Chapter Live In Prague    | 2005 | Live Prag DVD                         |
| Nothing Else Matters         | James Hetfield, Lars Ulrich (Metallica 1991)                | Live at Kreuzenstein Castle                | 2007 | Live, Kreuzenstein Castle DVD         |
| Nothing Else Matters         | James Hetfield, Lars Ulrich (Metallica 1991)                | Masters Of Chant 8                         | 2011 | Live Europa DVD                       |
| Nothing Else Matters         | James Hetfield, Lars Ulrich (Metallica 1991)                | Epic Chants                                | 2012 | Live Zagreb DVD                       |
| Now We Are Free              | Klaus Badelt, Hans Zimmer, Lisa Gerrard (Lisa Gerrard 2000) | Masters Of Chant 9                         | 2013 | feat. Amelia Brightman                |
| Now We Are Free              | Klaus Badelt, Hans Zimmer, Lisa Gerrard (Lisa Gerrard 2000) | Epic Chants Tour 2013 – Live               | 2013 | Bonus Live DVD von Masters Of Chant 9 |

## O
| Titel                        | Autoren | Album                                   | Jahr | Besonderheit                          |
| ---------------------------- | --- | --------------------------------------- | ---- | ------------------------------------- |
| O Come All Ye Faithful       | Frederick Oakeley (Columbia Quartette 1904)                                                                    | Christmas Chants                        | 2006 |                                       |
| O Fortuna                    | Carl Orff 1937                                                                                                 | Epic Chants Tour 2013 – Live            | 2013 | Bonus Live DVD von Masters Of Chant 9 |
| O Fortuna                    | Carl Orff 1937                                                                                                 | Masters Of Chant 8                      | 2011 | Live Europa DVD                       |
| O Fortuna (Pure Version)     | Carl Orff 1937                                                                                                 | Pure Chants II                          | 2022 |                                       |
| O Fortuna/The Ring Interlude | Carl Orff 1937                                                                                                 | The Dark Side Of The Chant              | 2010 |                                       |
| O Holy Night                 | Adolphe Adam, Placide Cappeau de Roquemaure 1847                                                               | Winter Chants                           | 2014 |                                       |
| Ode To Joy                   | Friedrich Schiller, Ludwig van Beethoven 1824                                                                  | Pure Chants                             | 2021 |                                       |
| Once in a Lifetime           | F. Gregorian, Meissner, Schwarz                                                                                | Sadisfaction                            | 1991 | feat. Sisters Of Oz                   |
| One                          | Adam Clayton, Bono, Larry Mullen Jr., The Edge (U2 1991)                                                       | Masters Of Chant Chapter VII            | 2009 |                                       |
| One                          | Adam Clayton, Bono, Larry Mullen Jr., The Edge (U2 1991)                                                       | Masters Of Chant 8                      | 2011 | Live Europa DVD                       |
| One Of Us                    | Eric Bazilian (Joan Osborne 1995)                                                                              | Masters Of Chant Chapter VI             | 2007 |                                       |
| Only You                     | Vince Clarke (Yazoo 1982)                                                                                      | Masters Of Chant Chapter III            | 2002 |                                       |
| Only You                     | Vince Clarke (Yazoo 1982)                                                                                      | Masters Of Chant Chapter III            | 2002 | Videoclip DVD                         |
| Only You                     | Vince Clarke (Yazoo 1982)                                                                                      | Master Of Chants Chapter Live In Prague | 2005 | Live Prag DVD                         |
| Only You                     | Vince Clarke (Yazoo 1982)                                                                                      | Live at Kreuzenstein Castle             | 2007 | Live, Kreuzenstein Castle DVD         |
| Opening                      | | Masters Of Chant In The Mix             | 2008 |                                       |
| Ordinary World               | Nicholas James Bates, Nigel John Taylor, Simon John Charles Le Bon, Warren Bruce Cuccurullo (Duran Duran 1993) | Masters Of Chant Chapter III            | 2002 |                                       |
| Ordinary World               | Nicholas James Bates, Nigel John Taylor, Simon John Charles Le Bon, Warren Bruce Cuccurullo (Duran Duran 1993) | Masters Of Chant Chapter III            | 2002 | Videoclip DVD                         |
| Ouragan                      | Marie Léonor, Romano Musumarra (Stephanie 1986)                                                                | Masters Of Chant Chapter III            | 2002 |                                       |
| Out Of The Cold              | Amelia Brightman, Carsten Heusmann, Jan-Eric Kohrs                                                             | Masters Of Chant Chapter III            | 2002 |                                       |

## P
| Titel                                            | Autoren                                                                                                | Album                            | Jahr | Besonderheit    |
| ------------------------------------------------ | --- | -------------------------------- | ---- | --------------- |
| Paradize Lost                                    | | Gregorian Chill Formula          | 2007 |                 |
| Peace on Earth – Little Drummer Boy              | Buz Kohan, Henry Onorati, Ian Fraser, Katherine Davis, Larry Grossman (David Bowie & Bing Crosby 1982) | Christmas Chants                 | 2006 |                 |
| Peace on Earth                                   | Buz Kohan, Henry Onorati, Ian Fraser, Katherine Davis, Larry Grossman (David Bowie & Bing Crosby 1982) | Christmas Chants & Visions       | 2008 | Live DVD        |
| Peace on Earth                                   | Buz Kohan, Henry Onorati, Ian Fraser, Katherine Davis, Larry Grossman (David Bowie & Bing Crosby 1982) | Christmas Chants Live In Berlin  | 2010 | Live Berlin     |
| Peace on Earth                                   | Buz Kohan, Henry Onorati, Ian Fraser, Katherine Davis, Larry Grossman (David Bowie & Bing Crosby 1982) | Christmas Visions Live In Berlin | 2010 | Live Berlin DVD |
| People Help the People                           | Simon Aldred (Cherry Ghost 2007)https://cover.info/de/artist-ex/Gregorian                              | Masters of Chant 9               | 2013 |                 |
| Pie Jesu                                         | Andrew Lloyd Webber (Paul Miles-Kingston & Sarah Brightman 1985)                                       | Christmas Chants                 | 2006 |                 |
| Pie Jesu                                         | Andrew Lloyd Webber (Paul Miles-Kingston & Sarah Brightman 1985)                                       | Pure Chants                      | 2021 | feat. Narcis    |
| Precious                                         | Martin Gore                                                                                            | Masters of Chant 9               | 2013 |                 |
| Pride (In the Name of Love)/White Snow Interlude | Adam Clayton, Bono, Larry Mullen Jr., The Edge (U2 1984)                                               | Masters Of Chant 8               | 2011 |                 |
| Pulse Ocean Space                                | | Gregorian Chill Formula          | 2007 |                 |
| Purgatorio                                       | | Gregorian Chill Formula          | 2007 |                 |

## R
| Titel                            | Autoren                                | Album                        | Jahr | Besonderheit |
| -------------------------------- | -------------------------------------- | ---------------------------- | ---- | ------------ |
| Ready To Go Home                 | Andrew Gold, Graham Gouldman           | Masters Of Chant 9           | 2013 |              |
| Red Rain/The Thorns Interlude    | Peter Gabriel 1986                     | Masters Of Chant 8           | 2011 |              |
| Reflect                          | F. Gregorian                           | Sadisfaction                 | 1991 |              |
| Responsorios                     | Julie Thompson Radiate                 | A Retrospective Journey      | 2009 |              |
| Return To The Past               |                                        | Gregorian Chill Formula      | 2007 |              |
| Rêver                            | Laurent Boutonnat (Mylène Farmer 1995) | Masters Of Chant Chapter II  | 2001 |              |
| River Of Life                    | Amelia Brightman, Jan-Eric Kohrs       | Masters Of Chant 8           | 2011 |              |
| Rivers Of Babylon (Pure Version) |                                        | Pure Chants II               | 2022 |              |
| Running Up That Hill             | Kate Bush 1985                         | Masters Of Chant Chapter VII | 2009 |              |

## S
| Titel                                               | Autoren | Album                                      | Jahr | Besonderheit                          |
| --------------------------------------------------- | --- | ------------------------------------------ | ---- | ------------------------------------- |
| Sacrifice                                           | Bernie Taupin (Elton John 1989)                                                                                           | Masters Of Chant Chapter III               | 2002 |                                       |
| Sacrifice                                           | Bernie Taupin (Elton John 1989)                                                                                           | Masters Of Chant Chapter III               | 2002 | Videoclip DVD                         |
| Sacrifice                                           | Bernie Taupin (Elton John 1989)                                                                                           | Live at Kreuzenstein Castle                | 2007 | Live, Kreuzenstein Castle DVD         |
| Sacrifice                                           | Bernie Taupin (Elton John 1989)                                                                                           | Christmas Chants & Visions                 | 2008 | Live DVD                              |
| Sacrifice                                           | Bernie Taupin (Elton John 1989)                                                                                           | Christmas Chants Live In Berlin            | 2010 | Live Berlin                           |
| Sacrifice                                           | Bernie Taupin (Elton John 1989)                                                                                           | Christmas Visions Live In Berlin           | 2010 | Live Berlin DVD                       |
| Sadness Pt. 1                                       | David Fairstein, F. Gregorian, Michael Cretu (Enigma 1990)                                                                | Best Of 1990–2010                          | 2011 |                                       |
| Save A Prayer                                       | Andrew Taylor, Nicholas James Bates, Nigel John Taylor, Roger Andrew Taylor, Simon John Charles Le Bon (Duran Duran 1982) | Masters Of Chant                           | 2000 |                                       |
| Say Something                                       | Ian Axel, Chad Vaccarino, Mike Campbell [II] (A Great Big World 2013)                                                     | 20/2020                                    | 2019 |                                       |
| Scarborough Fair                                    | Simon & Garfunkel | Masters Of Chant                           | 1999 |                                       |
| Scarborough Fair                                    | Simon & Garfunkel | Live at Kreuzenstein Castle                | 2007 | Live, Kreuzenstein Castle DVD         |
| Sebastian                                           | Steve Harley (Cockney Rebel 1973)                                                                                         | Masters Of Chant                           | 1999 |                                       |
| Sebastian                                           | Steve Harley (Cockney Rebel 1973)                                                                                         | Masters Of Chant In Santiago De Compostela | 2001 | Videoclip DVD                         |
| Send Me An Angel                                    | David Sterry, Richard Zatorski (Real Life 1982)                                                                           | Masters Of Chant Chapter V                 | 2006 | feat. Sarah Brightman                 |
| She                                                 | Charles Aznavour | Epic Chants Tour 2013 – Live               | 2013 | Bonus Live DVD von Masters Of Chant 9 |
| She/Ghost Interlude                                 | Charles Aznavour, Herbert Kretzmer                                                                                        | Epic Chants                                | 2012 |                                       |
| She Moved Through The Fair                          | Volkslied | Pure Chants                                | 2021 |                                       |
| Shine Silently                                      | Dick Wagner, Nils Lofgren (1979)                                                                                          | 20/2020                                    | 2019 |                                       |
| Shout                                               | Roland Orzabal, Ian Stanley (Tears For Fears 1984)                                                                        | Masters Of Chant X - The Final Chapter     | 2015 |                                       |
| Silent Lucidity                                     | Christopher Lee DeGarmo (Queensrÿche 1990)                                                                                | Masters Of Chant Chapter V                 | 2006 |                                       |
| Silent Night                                        | Franz Xaver Gruber (Musik: 1818), Joseph Mohr (Text: 1816) (Hans Hoffman 1902)                                            | Christmas Chants                           | 2006 |                                       |
| Silent Night                                        | Franz Xaver Gruber (Musik: 1818), Joseph Mohr (Text: 1816) (Hans Hoffman 1902)                                            | Christmas Chants & Visions                 | 2008 | Live DVD                              |
| Silent Night                                        | Franz Xaver Gruber (Musik: 1818), Joseph Mohr (Text: 1816) (Hans Hoffman 1902)                                            | Christmas Chants Live In Berlin            | 2010 | Live Berlin                           |
| Silent Night                                        | Franz Xaver Gruber (Musik: 1818), Joseph Mohr (Text: 1816) (Hans Hoffman 1902)                                            | Christmas Visions Live In Berlin           | 2010 | Live Berlin DVD                       |
| Sinners & Saints                                    | | Best Of 1990–2010                          | 2011 | feat. Alannah Myles                   |
| Sky and Sand                                        | Fritz Kalkbrenner, Paul Kalkbrenner 2008                                                                                  | Epic Chants Tour 2013 – Live               | 2013 | Bonus Live DVD von Masters Of Chant 9 |
| Sky and Sand/Faraway Interlude                      | Fritz Kalkbrenner, Paul Kalkbrenner 2008                                                                                  | Epic Chants                                | 2012 |                                       |
| So Sad                                              | Frank Peterson | Sadisfaction                               | 1991 |                                       |
| Stairway to Heaven                                  | Jimmy Page, Robert Plant (Led Zeppelin 1971)                                                                              | Masters Of Chant Chapter II                | 2001 |                                       |
| Stay                                                | Adam Anderson, Theo Hutchcraft (Hurts 2010)                                                                               | Masters Of Chant 9                         | 2013 |                                       |
| Stay (Far Away So Close)                            | Adam Clayton, David Evans, Larry Mullen, Paul Hewson                                                                      | Epic Chants                                | 2012 |                                       |
| Stay (Far Away So Close)                            | Adam Clayton, David Evans, Larry Mullen, Paul Hewson                                                                      | Epic Chants Tour 2013 – Live               | 2013 | Bonus Live DVD von Masters Of Chant 9 |
| Still I'm Sad                                       | Jim McCarty, Paul Samwell-Smith (The Yardbirds 1967)                                                                      | Masters Of Chant                           | 1999 |                                       |
| Still I'm Sad                                       | Jim McCarty, Paul Samwell-Smith (The Yardbirds 1967)                                                                      | Masters Of Chant In Santiago De Compostela | 2001 | Videoclip DVD                         |
| Stop Crying Your Heart Out                          | Noel Gallagher (Oasis 2002)                                                                                               | Masters Of Chant Chapter V                 | 2006 |                                       |
| Streets of Philadelphia                             | Bruce Springsteen 1994 | Epic Chants Tour 2013 – Live               | 2013 | Bonus Live DVD von Masters Of Chant 9 |
| Streets of Philadelphia/Anything But Love Interlude | Bruce Springsteen 1994 | Masters Of Chant 8                         | 2011 |                                       |
| Stripped/The Other Interlude                        | Martin Gore (Depeche Mode 1986)                                                                                           | The Dark Side Of The Chant                 | 2010 |                                       |
| Stripped                                            | Martin Gore (Depeche Mode 1986)                                                                                           | Masters Of Chant 8                         | 2011 | Live Europa DVD                       |
| Stripped                                            | Martin Gore (Depeche Mode 1986)                                                                                           | Epic Chants                                | 2012 | Live Zagreb DVD                       |
| Strong                                              | Dominic Ashley Ronald Major, Daniel Harry Joseph Rothman, Hannah Felicity May Reid (London Grammar 2013)                  | Masters Of Chant X - The Final Chapter     | 2015 |                                       |
| Sweet Child Of Mine                                 | Jeffery Dean Isbell, Michael Andrew McKagan, Saul Hudson, Steven Adler, William Bruce Rose Jr. (Guns N’ Roses 1987)       | Masters Of Chant Chapter VII               | 2009 |                                       |
| Sweeter The Bells                                   | Friedrich Wilhelm Kritzinger 1826                                                                                         | Christmas Chants                           | 2006 |                                       |
| Sweeter The Bells                                   | Friedrich Wilhelm Kritzinger 1826                                                                                         | Christmas Chants & Visions                 | 2008 | Live DVD                              |
| Sweeter The Bells                                   | Friedrich Wilhelm Kritzinger 1826                                                                                         | Christmas Chants Live In Berlin            | 2010 | Live Berlin                           |
| Sweeter The Bells                                   | Friedrich Wilhelm Kritzinger 1826                                                                                         | Christmas Visions Live In Berlin           | 2010 | Live Berlin DVD                       |
| Sympathy for the Devil                              | Keith Richards, Mick Jagger (The Rolling Stones 1968)                                                                     | O Fortuna                                  | 2011 | Single-CD                             |

## T
| Titel                                   | Autoren                                                                                     | Album                                      | Jahr | Besonderheit                          |
| --------------------------------------- | ------------------------------------------------------------------------------------------- | ------------------------------------------ | ---- | ------------------------------------- |
| Take My Breath Away                     | Giorgio Moroder, Thomas Whitlock (Berlin 1986)                                              | Epic Chants                                | 2012 |                                       |
| Tears in Heaven                         | Will Jennings (Eric Clapton 1992)                                                           | Masters Of Chant                           | 1999 |                                       |
| Tears in Heaven                         | Will Jennings (Eric Clapton 1992)                                                           | Masters Of Chant In Santiago De Compostela | 2001 | Videoclip DVD                         |
| Tears in Heaven                         | Will Jennings (Eric Clapton 1992)                                                           | Master Of Chants Chapter Live In Prague    | 2005 | Live Prag DVD                         |
| Tears in Heaven                         | Will Jennings (Eric Clapton 1992)                                                           | Live at Kreuzenstein Castle                | 2007 | Live, Kreuzenstein Castle DVD         |
| The Boxer                               | Simon & Garfunkel                                                                           | A Retrospective Journey                    | 2009 |                                       |
| The Carpet Crawlers                     | Mike Rutherford, Peter Gabriel, Phil Collins, Steve Hackett, Tony Banks (Genesis 1974)      | Masters Of Chant Chapter VII               | 2009 |                                       |
| The Christmas Song                      | The King Cole Trio with String Choir 1946                                                   | Winter Chants                              | 2014 |                                       |
| The Circle                              | Amelia Brightman, Carsten Heusmann                                                          | Masters Of Chant Chapter VI                | 2007 |                                       |
| The Circle                              | Amelia Brightman, Carsten Heusmann                                                          | Christmas Chants & Visions                 | 2008 | Live DVD                              |
| The Circle                              | Amelia Brightman, Carsten Heusmann                                                          | Christmas Chants Live In Berlin            | 2010 | Live Berlin                           |
| The Circle                              | Amelia Brightman, Carsten Heusmann                                                          | Christmas Visions Live In Berlin           | 2010 | Live Berlin DVD                       |
| The Dark Opening                        | Jan-Eric Kohrs                                                                              | Master Of Chants Chapter Live In Prague    | 2005 | Live Prag DVD                         |
| The End                                 | Jim Morrison, John Densmore, Ray Manzarek, Robby Krieger (The Doors 1967)                   | The Dark Side                              | 2004 |                                       |
| The End Of Days                         | Amelia Brightman, Jan-Eric Kohrs                                                            | Masters Of Chant Chapter IV                | 2003 |                                       |
| The First Noél                          | Carsten Heusman, Frank Peterson, Gunther Laudahn, Jan-Eric Kohrs (Volkslied ?)              | Christmas Chants                           | 2006 |                                       |
| The First Time Ever I Saw Your Face     | Ewan MacColl & Peggy Seeger 1962                                                            | Masters Of Chant Chapter II                | 2001 |                                       |
| The First Time Ever I Saw Your Face     | Ewan MacColl & Peggy Seeger 1962                                                            | Moments Of Peace In Ireland                | 2001 | Videoclip DVD                         |
| The Forest                              | Amelia Brightman, Carsten Heusmann                                                          | Masters Of Chant Chapter V                 | 2006 |                                       |
| The Forest                              | Amelia Brightman, Carsten Heusmann                                                          | Live at Kreuzenstein Castle                | 2007 | Live, Kreuzenstein Castle DVD         |
| The Forest                              | Amelia Brightman, Carsten Heusmann                                                          | Masters Of Chant 8                         | 2011 | Live Europa DVD                       |
| The Four Horsemen                       | Costas Ferris, Vangelis (Aphrodite’s Child 1971)                                            | The Dark Side                              | 2004 |                                       |
| The Gift                                | Amelia Brightman, Carsten Heusmann                                                          | Masters Of Chant Chapter IV                | 2003 |                                       |
| The Gift                                | Amelia Brightman, Carsten Heusmann                                                          | Gold Edition                               | 2003 | DVD                                   |
| The Godfather Love Theme                | Nino Rota                                                                                   | Epic Chants Tour 2013 – Live               | 2013 | Bonus Live DVD von Masters Of Chant 9 |
| The Last Unicorn/Nothing Hill Interlude | Jimmy Webb (America 1982)                                                                   | Epic Chants                                | 2012 |                                       |
| The Mission                             | Wehr                                                                                        | Sadisfaction                               | 1991 |                                       |
| The Power Of Love                       |                                                                                             |                                            |      |                                       |
| The Quiet Self                          | F. Gregorian                                                                                | Sadisfaction                               | 1991 |                                       |
| The Raven                               | Alan Parsons, Eric Woolfson (The Alan Parsons Project 1975)                                 | The Dark Side                              | 2004 |                                       |
| The Raven                               | Alan Parsons, Eric Woolfson (The Alan Parsons Project 1975)                                 | Master Of Chants Chapter Live In Prague    | 2005 | Live Prag DVD                         |
| The Raven                               | Alan Parsons, Eric Woolfson (The Alan Parsons Project 1975)                                 | Live at Kreuzenstein Castle                | 2007 | Live, Kreuzenstein Castle DVD         |
| The Raven                               | Alan Parsons, Eric Woolfson (The Alan Parsons Project 1975)                                 | Masters Of Chant 8                         | 2011 | Live Europa DVD                       |
| The Rose                                | Amanda McBroom (Bette Midler 1979)                                                          | Epic Chants Tour 2013 – Live               | 2013 | Bonus Live DVD von Masters Of Chant 9 |
| The Rose/Late Fall Interlude            | Amanda McBroom (Bette Midler 1979)                                                          | Masters Of Chant 8                         | 2011 |                                       |
| The Sound of Silence                    | Simon & Garfunkel 1964                                                                      | Masters Of Chant                           | 1999 |                                       |
| The Sound of Silence                    | Simon & Garfunkel 1964                                                                      | Masters Of Chant In Santiago De Compostela | 2001 | Videoclip DVD                         |
| The Sound of Silence                    | Simon & Garfunkel 1964                                                                      | Epic Chants Tour 2013 – Live               | 2013 | Bonus Live DVD von Masters Of Chant 9 |
| The Time Has Come                       | Amelia Brightman, Jan-Eric Kohrs                                                            | Masters Of Chant Chapter VI                | 2007 |                                       |
| The Unforgiven                          | James Hetfield, Kirk Hammett, Lars Ulrich (Metallica 1991)                                  | Masters Of Chant Chapter V                 | 2006 |                                       |
| Time In Your Eyes                       |                                                                                             | Masters Of Chant In The Mix                | 2008 |                                       |
| Time To Say Goodbye                     | Frank Peterson, Lucio Quarantotto, Francesco Sartori (Andrea Bocelli 1995)                  | Masters Of Chant X - The Final Chapter     | 2015 |                                       |
| Tridium Sacrum                          |                                                                                             | Gregorian Chill Formula                    | 2007 |                                       |
| True Faith                              | Stephen Hague, Peter Hook, Stephen Morris, Gillian Gilbert, Bernard Dickin (New Order 1987) | 20/2020                                    | 2019 |                                       |

## U
| Titel                                         | Autoren                                 | Album                        | Jahr | Besonderheit                          |
| --------------------------------------------- | --------------------------------------- | ---------------------------- | ---- | ------------------------------------- |
| Una Mattina/The Heart Asks The Pleasure First | Ludovico Einaudi, Michael Nyman         | Epic Chants Tour 2013 – Live | 2013 | Bonus Live DVD von Masters Of Chant 9 |
| Unbeliever                                    | Chiara Ferraú, Michael Soltau           | The Dark Side                | 2004 |                                       |
| Unchained Melody/Mirrorball Interlude         | Alex North, Hy Zaret (Todd Duncan 1955) | Epic Chants                  | 2012 |                                       |
| Uninvited                                     | Glen Ballard (Alanis Morissette 1998)   | The Dark Side                | 2004 | feat. Anette Stangenberg              |

## V
| Titel                          | Autoren                                                                               | Album                                      | Jahr | Besonderheit  |
| ------------------------------ | ------------------------------------------------------------------------------------- | ------------------------------------------ | ---- | ------------- |
| Vanished Like the Snow         | Rene Laak, Frank Petersen, Amelia Brightman                                           | Winter Chants                              | 2014 |               |
| Vienna                         | Billy Currie, Chris Cross, Midge Ure, Warren Cann (Ultravox 1980)                     | Masters Of Chant                           | 1999 |               |
| Vienna                         | Billy Currie, Chris Cross, Midge Ure, Warren Cann (Ultravox 1980)                     | Masters Of Chant In Santiago De Compostela | 2001 | Videoclip DVD |
| Vincent (Starry, Starry Night) | Don McLean 1971                                                                       | Winter Chants                              | 2014 |               |
| Viva la vida                   | Guy Berryman, William Champion, Jonathan Buckland, Christopher Martin (Coldplay 2008) | 20/2020                                    | 2019 |               |
| Voyage Voyage                  | Dominique Dubois, Jean-Michel Rivat (Desireless 1986)                                 | Masters Of Chant Chapter II                | 2001 |               |
| Voyage Voyage                  | Dominique Dubois, Jean-Michel Rivat (Desireless 1986)                                 | Masters Of Chant Chapter III               | 2002 | Video-DVD     |
| Voyage Voyage                  | Dominique Dubois, Jean-Michel Rivat (Desireless 1986)                                 | Master Of Chants Chapter Live In Prague    | 2005 | Live Prag DVD |

## W
| Titel                                                | Autoren                                                                 | Album                                      | Jahr | Besonderheit                          |
| ---------------------------------------------------- | ----------------------------------------------------------------------- | ------------------------------------------ | ---- | ------------------------------------- |
| Waiting For Life                                     |                                                                         | Pure Chants                                | 2021 |                                       |
| Wake Me Up When September Ends/Very Pretty Interlude | Billie Joe Armstrong, Mike Dirnt, Tré Cool (Green Day 2004)             | Masters Of Chant 8                         | 2011 |                                       |
| Watcha Gonna Do                                      | F. Gregorian, Wehr                                                      | Sadisfaction                               | 1991 |                                       |
| We Love You                                          | Keith Richards, Mick Jagger (The Rolling Stones 1967)                   | Masters Of Chant Chapter V                 | 2006 |                                       |
| We Wish You A Merry Christmas                        | Frank Peterson                                                          | Winter Chants                              | 2014 |                                       |
| What If                                              | Steven McCutcheon, Wayne Hector (Kate Winslet 2001)                     | Epic Chants                                | 2012 |                                       |
| What Now My Love                                     | Gilbert Bécaud, Carl Sigman (Gilbert Bécaud 1961)                       | Masters Of Chant 9                         | 2013 |                                       |
| When A Child Is Born                                 | Zacar (Ciro Dammicco) (Daniel Sentacruz Ensemble 1974)                  | Christmas Chants                           | 2006 |                                       |
| When A Child Is Born                                 | Zacar (Ciro Dammicco) (Daniel Sentacruz Ensemble 1974)                  | Christmas Chants & Visions                 | 2008 | Live DVD                              |
| When A Child Is Born                                 | Zacar (Ciro Dammicco) (Daniel Sentacruz Ensemble 1974)                  | Christmas Chants Live In Berlin            | 2010 | Live Berlin                           |
| When A Child Is Born                                 | Zacar (Ciro Dammicco) (Daniel Sentacruz Ensemble 1974)                  | Christmas Visions Live In Berlin           | 2010 | Live Berlin DVD                       |
| When a Man Loves a Woman                             | Andrew Wright, Calvin Lewis (Percy Sledge 1966)                         | Masters Of Chant                           | 1999 |                                       |
| When a Man Loves a Woman                             | Andrew Wright, Calvin Lewis (Percy Sledge 1966)                         | Masters Of Chant In Santiago De Compostela | 2001 | Videoclip DVD                         |
| Where the Streets Have No Name                       | Adam Clayton, David Evans, Paul David Hewson, Laurence Mullen (U2 1987) | Masters Of Chant 9                         | 2013 |                                       |
| Where the Wild Roses Grow                            | Nick Cave and the Bad Seeds & Kylie Minogue 1996                        | The Dark Side                              | 2004 | feat. Violet                          |
| Where the Wild Roses Grow                            | Nick Cave and the Bad Seeds & Kylie Minogue 1996                        | Master Of Chants Chapter Live In Prague    | 2005 | Live Prag DVD feat. Violet            |
| Who Wants to Live Forever                            | Brian May (Queen 1986)                                                  | Masters Of Chant Chapter VI                | 2007 |                                       |
| Who Wants to Live Forever                            | Brian May (Queen 1986)                                                  | Epic Chants Tour 2013 – Live               | 2013 | Bonus Live DVD von Masters Of Chant 9 |
| Why Did You Go (I Feel Sad)                          | Hagel, Wehr, Frank Peterson                                             | Sadisfaction                               | 1991 |                                       |
| Wicked Game                                          | Chris Isaak 1989                                                        | Masters Of Chant Chapter III               | 2002 |                                       |
| Wicked Game                                          | Chris Isaak 1989                                                        | Masters Of Chant Chapter III               | 2002 | Videoclip DVD                         |
| Winter                                               | Der Graf                                                                | Winter Chants                              | 2014 | feat. Unheilig                        |
| Winter Light                                         |                                                                         | Pure Chants II                             | 2022 |                                       |
| Wish You Were Here                                   | David Gilmour, Roger Waters (Pink Floyd 1975)                           | Masters Of Chant Chapter II                | 2001 |                                       |
| Wish You Were Here                                   | David Gilmour, Roger Waters (Pink Floyd 1975)                           | Moments Of Peace In Ireland                | 2001 | Videoclip DVD                         |
| Wish You Were Here                                   | David Gilmour, Roger Waters (Pink Floyd 1975)                           | Master Of Chants Chapter Live In Prague    | 2005 | Live Prag DVD                         |
| Wish You Were Here                                   | David Gilmour, Roger Waters (Pink Floyd 1975)                           | Live at Kreuzenstein Castle                | 2007 | Live, Kreuzenstein Castle DVD         |
| With or Without You                                  | Adam Clayton, Bono, Larry Mullen Jr., The Edge (U2 1987)                | Masters Of Chant Chapter IV                | 2003 |                                       |
| With or Without You                                  | Adam Clayton, Bono, Larry Mullen Jr., The Edge (U2 1987)                | Masters Of Chant 8                         | 2011 | Live Europa DVD                       |
| With or Without You                                  | Adam Clayton, Bono, Larry Mullen Jr., The Edge (U2 1987)                | Epic Chants                                | 2012 | Live Zagreb DVD                       |
| Woman In Chains                                      | Roland Orzabal (Tears For Fears 1989)                                   | Masters Of Chant 9                         | 2013 | feat. Amelia Brightman                |
| Wonderwall/Honey Bees Interlude                      | Noel Gallagher (Oasis 1995)                                             | Masters Of Chant 8                         | 2011 |                                       |
| World                                                | Barry Gibb, Maurice Gibb, Robin Gibb (Bee Gees 1968)                    | Masters Of Chant Chapter IV                | 2003 |                                       |
| World Without End                                    | Frank Peterson                                                          | Epic Chants Tour 2013 – Live               | 2013 | Bonus Live DVD von Masters Of Chant 9 |
| World Without End/Odd Interlude                      | Frank Peterson                                                          | Epic Chants                                | 2012 |                                       |

## Y
| Titel                   | Autoren                                       | Album        | Jahr | Besonderheit |
| ----------------------- | --------------------------------------------- | ------------ | ---- | ------------ |
| You Take My Breath Away | F. Gregorian, Frank Peterson                  | Sadisfaction | 1991 |              |
| You'll Be In My Heart   | Phil Collins, Rob Cavallo (Phil Collins 1999) | 20/2020      | 2019 |              |